# Lac Kanasuta
Le Lac Kanasuta est un regroupement de lacs du Canada, situé au Québec (partie ouest), entre la frontière de l'Ontario et la ville de Rouyn-Noranda, à proximité de la station de ski du Mont Kanasuta.

## Géographie
Le Lac Kanasuta est situé tout juste au nord de la ligne de partage des eaux et coule vers la Baie James.
Il comprend un regroupement de huit lacs au total : lac Berthemet, lac Desvaux, lac Arnoux, lac Larochelle, lac Dasserat, lac Pinders, lac Monarch, lac Lost, qui sont tous accessibles par bateau. Les trois lacs principaux sont les lacs Berthemet, Desvaux et Dasserat, qui sont communément appelés « premier », « deuxième » et « troisième » lac respectivement. Le regroupement de ceux-ci est surnommé le lac Kanasuta et est desservi par trois rivières principales : la rivière Kanasuta, la rivière Clarice et la rivière Dasserat.

## Histoire
Situé à la limite sud du bassin versant de la baie d'Hudson, le lac a déjà constitué un jalon important de la voie d'eau reliant le fleuve Saint-Laurent à la baie d'Hudson. En effet, les voyageurs amérindiens ou européens changeaient de bassin versant en traversant en portage les quelques kilomètres séparant le lac Opasatica du lac Kanasuta. C'est le chemin qu'aurait employé le Chevalier de Troyes pour aller chasser les Britanniques des rives de la baie d'Hudson en 1686.

## Toponymie
Kanasuta est un mot d'origine amérindienne qui signifie "Là où les esprits se rencontrent".

## Activités économiques
Reconnu pour la pêche et la villégiature, le Lac Kanasuta compte plus de 300 chalets, 2 pourvoiries et 2 marinas sur ses berges.